# Raszynka
Raszynka – struga w województwie mazowieckim, prawy dopływ rzeki Utraty.
Źródła Raszynki znajdują się na granicy Lesznowoli a Magdalenki. Uchodzi do Utraty poniżej miejscowości Pęcice w gminie Michałowice. Zlewnię rzeki tworzy Rezerwat przyrody Stawy Raszyńskie. Ważniejsze dopływy to prawostronny Rów Opaczewski i ciek wodny odwadniający tereny położone w pobliżu warszawskiego osiedla Paluch.
W 2002 rzeka w odcinku źródłowym prowadziła wodę o jakości nieodpowiadającej normom. Na pozostałym odcinku wody zaklasyfikowano do klasy III.